# Phyllanthus samarensis
Phyllanthus samarensis är en emblikaväxtart som beskrevs av Johannes Müller Argoviensis. Phyllanthus samarensis ingår i släktet Phyllanthus och familjen emblikaväxter. Inga underarter finns listade i Catalogue of Life.